# Epinotia sticta
Epinotia sticta is een vlinder uit de familie van de bladrollers (Tortricidae). De wetenschappelijke naam van de soort is voor het eerst geldig gepubliceerd in 2014 door Razowski & Becker.

## Type
- holotype: "male, 1-4.X.1996. leg. V.O. Becker. genitalia slide no. 1119 WZ"
- instituut: Coll. Becker in het Braziliaanse Camacan
- typelocatie: "Brasil, Santa Catarina, Bom Jardin de Serra 1500 m"